# Subaru XT
Subaru XT je sportovní automobil, který v letech 1985 až 1991 vyráběla japonská automobilka Subaru. Vyráběl se jako dvoudveřové kupé. V Japonsku byl prodáván pod názvem Alcyone a v Austrálii a na Novém Zélandu pod názvem Vortex. Jeho nástupcem se stalo Subaru SVX.
Vůz byl k dispozici s pětistupňovou manuální nebo čtyřstupňovou automatickou převodovkou.

## Motory
- 1.8 L (72 kW)
- 1.8 L (84 kW)
- 1.8 L (86 kW)
- 2.7 L (108 kW)

## Rozměry
- Délka - 4511 mm
- Šířka - 1689 mm
- Výška - 1336 mm
- Rozvor - 2462 mm

## Závodní verze
Pro skupinu B byl vyvíjen speciál Subaru XT 4WD Turbo. Vývoj však nestihl být dokončen dříve, než byla celá skupina zrušena.